# PechaKucha

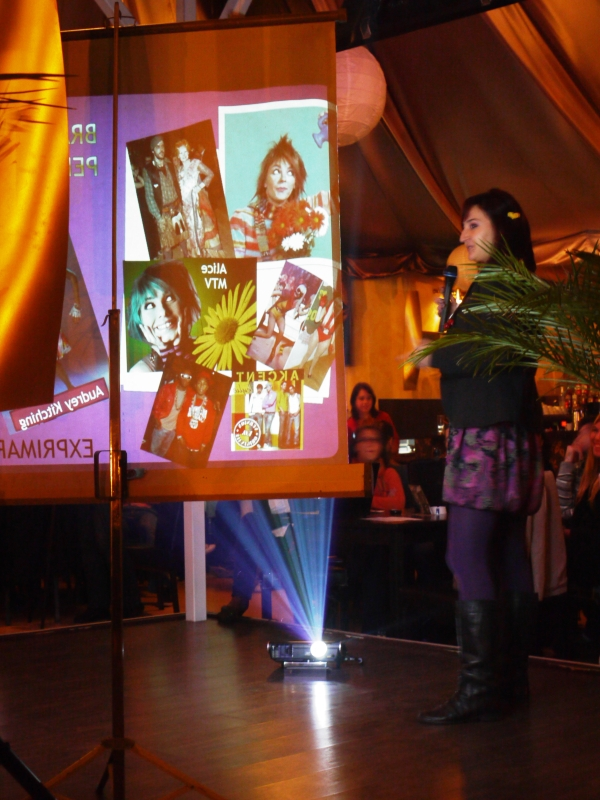
Prezentator la o ediție a PechaKucha Night în Cluj-Napoca, România

PechaKucha (în japoneză: ペチャクチャ, pronunțat AFI:pet͡ɕa ku͍̥t͡ɕa) reprezintă un format de susținere a prezentărilor, utilizat în evenimente precum PechaKucha Night.
Numele derivă din termenul japonez pentru sunetul conversației, se traduce prin “vorbărie” sau “pălăvrăgeală” (“chit-chat” în limba engleză), iar pronunția este în trei silabe: peh-chak-cha .
PechaKucha Night a debutat în anul 2003, în Tokyo, Japonia, sub forma unei reuniuni a designerilor și a creativilor, ca metodă de a împărtăși din expriența lor și de a vorbi despre proiectele pe care le realizează. Formatul a fost inventat de arhitecții Astrid Klein și Mark Dytham de la firma de arhitectură Klein Dytham architecture (KDa).
Formatul PechaKucha se referă la susținerea unei prezentări cu ajutorul a 20 de imagini, fiecăreia fiind alocate exact 20 de secunde, totalul unei prezentări fiind de 6 minute și 40 de secunde. Imaginile înaintează automat iar prezentatorii vorbesc pe parcursul derulării lor.
În prezent, PechaKucha Night este o întâlnire informală și plină de voie bună unde oameni special invitați împărtășesc din ideile lor, experiențele lor, din munca lor, în formatul PechaKucha 20×20, în mai mult de 370 de orașe (număr de orașe active în luna Decembrie 2010).
PechaKucha Night este un eveniment licențiat, care nu urmărește profitul, astfel încât oamenii implicați în organizare acceptă de buna voie această provocare ca pe o activitate distractivă și educativă de petrecere a timpului liber. 

## Istoric
PechaKucha Night a debutat în 2003, în Tokyo, Japonia, sub forma unei reuniuni a designerilor și a creativilor ca metodă de a împărtăși din expriența lor și de a vorbi despre proiectele pe care le realizează. Formatul a fost inventat de arhitecții Astrid Klein și Mark Dytham de la firma de arhitectură Klein Dytham acrchitecture (KDa). Prima ediție a avut loc la SuperDeluxe, spațiul pentru evenimente multimedia experimentale, pe care acești arhitecți l-au organizat în Roppongi, Tokyo, Japonia.
Ideea acestui tip de eveniment a venit din nevoia de a umple un spațiu generos pe care cei doi arhitecți îl dețineau pentru expozițiile de profil pe care le realizau și a ținut cont de faptul că odată ce oamenii se pornesc să vorbească despre munca lor, sunt tentați să se piardă în infinite detalii. Nu s-a dorit o prezentare seacă, dintr-un singur punct de vedere. S-a căutat o atmosferă care să inspire, în care mai mulți să își împărtășească gândurile, povestirile, într-un cadru cu totul informal, s-a căutat o șansă de a da cuvântul atât prezentatorilor, cât și auditoriului. De aici necesitatea unei structuri clare, a unor reguli simple, dar care să aducă în același timp provocare și emoție. 
După evaluarea mai multor idei, s-a decis limitarea timpului de expunere la 20 de imagini de persoană, proiectate câte 20 de secunde. Astfel prezentările aveau să fie scurte, dar destul de lungi ca audiența să rămână interesată, permițând în același timp mai multor oameni să își împărtășească gândurile în aceeași seară. 
La început inițiatorii evenimentului au crezut că dacă invită 20 de oameni care să prezinte, aceștia vor aduce cu ei câte 5 prieteni și astfel vor fi aproximativ 100 de oameni, care vor cumpăra suficientă băutură pentru ca organizatorii să poată plăti facturile ocazionate de eveniment. S-a dorit ca spectacolul să înceapă în jurul orei 20, astfel încât aceasta a devenit 20:20. Era un număr bun pentru o soluție practică și în scurt timp a început să sune tot mai bine. S-au încercat formule de 19 imagini, de 15 sau mai multe, dar niciodată nu a funcționat cu adevărat. 20 de imagini x 20 de secunde par a fi exact ceea ce trebuie. 
Aproximativ 100 de persoane au participat la primul eveniment, care a avut loc în anul 2003 și a fost un succes instantaneu. După câteva ediții formatul s-a consolidat și și-a găsit propriul ritm. Este uimitor că PechaKucha Night s-a dovedit a fi un eveniment perfect sustenabil: inițiatorii lui îl desfășoară încă în fiecare lună, în spațiul pentru care a fost inventat, bucurându-se de o participare de peste 300 de invitați de fiecare dată. 

## Scriere și pronunție
PechaKucha este un termen de origine japoneză, ce se traduce prin “vorbărie” sau “pălăvrăgeală” (“chit-chat” în limba engleză).
Scrierea japoneză arată în felul acesta: ペチャクチャ, iar în alfabetul latin se scrie PechaKucha, într-un singur cuvânt. Cu toate acestea, și alte forme pot apărea, deși nu sunt cele comun acceptate: Pecha Kucha, Petcha Kutcha, Pecha Cucha etc. Acest fapt se întâmplă datorită cuvântului neobișnuit, și a pronunției care poate pune probleme.
O formă prescurtată a PechaKucha Night, des utilizată, este PKN. 
Se pronunță (AFI) pet͡ɕa ku͍̥t͡ɕa.

## Formatul 20x20
PechaKucha funcționează pentru că este un format simplu și oamenii știu exact la ce să se aștepte: douăzeci de imagini în 6 minute și 40 de secunde. Acest format creează premisa ca prezentatorul să transforme această șansă scurtă într-o experiență memorabilă.
Ideea din spatele PechaKucha este de a păstra prezentările concise, nivelul interesului ridicat și să permită cât mai multor prezentatori să își împărtășească ideile în cursul aceleiași seri. De aceea a fost creat formatul 20×20 al PechaKucha: fiecărui prezentator îi este permisă o succesiune de 20 de imagini, fiecare afișată pentru 20 de secunde.  Aceasta echivalează cu 6 minute și 40 de secunde petrecute pe scenă înainte ca următorul prezentator să intre in rol. 
Prezentatorilor nu li se permite să revină la o imagine sau să treacă la următoarea înainte de cele 20 de secunde alocate fiecăreia.
În unele orașe prezentatorii au introdus variații proprii formatului standard. În Groningen, Olanda, sunt acordate două momente unei formații live, iar cele 20 de secunde finale ale fiecărei prezentări sunt alocate criticilor din partea gazdelor asupra prezentării. În alte evenimente mai pot apărea și elemente de artă video.

## Organizare
Fiecare eveniment PechaKucha Night este condus de un organizator la nivel de oraș. Dar ei acționează mai degrabă ca niște facilitatori care se asigură de spiritul PechaKucha în fiecare oraș. Toți organizatorii PechaKucha trebuie să aibă un loc de muncă pe timpul zilei, și conduc evenimentele PechaKucha doar pentru inspirație, dragoste și amuzament. Cei mai mulți vin din domenii creative. Organizatorul PKN este de obicei susținut de o echipă mare de voluntari pentru a pune pe picioare evenimentul și cu cât sunt mai multe mâini de ajutor, cu atât mai bine.
Rețeaua globală PechaKucha Night este organizată și susținută de Klein Dytham architecture (KDa).
Pentru a fi recunoscut drept oraș activ, organizatorii fiecărui oraș își iau angajamentul de a organiza minim 4 evenimente PechaKucha Night pe an . Pe site-ul oficial există un calendar al evenimentelor care au loc la nivel global .
PechaKucha Night este marcă înregistrată pentru a proteja efortul și munca depusă de organizatorii PechaKucha Night și de rețea. PechaKucha Night este pentru conținut, și nu pentru profit. 

## Prezentări
La PechaKucha Night oricine poate fi prezentator, aceasta este frumusețea evenimentului. Prezentatorul poate vorbi despre pasiunile, ideile, creațiile și/sau munca sa. În unele cazuri, organizatorii evenimentului pot alege în prealabil o tematică largă, însă fără a îngrădi creativitatea și libertatea prezentatorilor.
De obicei, prezentatorii și mare parte a audienței provine din medii precum design, arhitectură, fotografie, artă și alte domenii creative, dar de multe ori sunt prezenți și reprezentanți ai altor medii, precum cel academic , iar recent s-a produs o extindere și către lumea afacerilor.
Prezentările PechaKucha bune sunt acelea care dezvăluie neașteptatul, talentul nedescoperit, idei neobișnuite. Unele prezentări PechaKucha spun povești grozave despre un proiect sau o excursie. Unele sunt incredibil de personale, altele incredibil de amuzante, dar toate sunt foarte diferite, transformând PechaKucha Night într-o “cutie cu ciocolată”.
Cei mai mulți oameni își prezintă ultimele proiecte creative. Unii oameni împărtășesc din pasiunea lor și expun colecția de înregistrări personale, alții fotografii de la ultimul șantier de construcții sau capturi din cea mai recentă vacanță.
Dacă formatul rămâne fix, spectatorii știu la ce să se aștepte și urmăresc cu nerăbdare, anticipând dacă un prezentator se va descurca sau nu. Prezentările au această nuanță de joc de-a numărătoarea inversă, pentru că în același ritm ceasul ticăie pentru toți.
În general, evenimentele PechaKucha Night au între 8 și 14 prezentări, cu o pauză de socializare și destindere între prezentări. 

## Socializare
PechaKucha Night este o rețea socială în adevăratul sens al cuvântului. Ea este opusă cu ceea ce se întâmplă pe internet, în rețele sociale online. PechaKucha Night oferă interacțiune, feedback direct, contact vizual, căldură interumană și emoție, adăugând acel ingredient efemer, dar încă esențial, care nu poate fi comunicat de către un ecran de calculator.
Oamenii au nevoie să vorbească mai mult și să își extindă cunoașterea prin comunicare. PechaKucha îi trage din spatele computerelor înapoi în lumea reală, într-o situație de viață, cu atmosferă, energie și interacțiune umană reală.
PechaKucha Night e un eveniment informal, ce facilitează networking-ul și crearea de legături între oameni.

## Locații
PechaKucha Night are loc în mai mult de 370 de locații în lume, aflate pe toate continentele (număr de orașe active în luna Decembrie 2010). 
Evenimentul are loc în Tokyo, Hong Kong, Paris, Helsinki, Roma, Budapesta,Buenos Aires, Tel Aviv, Mexico City, New York și multe altele. În România are loc în orașele București și Cluj-Napoca.
Lista completă a orașelor active se regăsește pe site-ul oficial. 
PechaKucha Night are de obicei loc în spații pentru delectare, dotate cu bar, similare locului unde a apărut prima dată PechaKucha. Până acum evenimentele PechaKucha Nigt au avut loc în baruri, restaurante, cluburi, gradini de vară, case, studiouri, universități, biserici, închisori (dezafectate), plaje, piscine și chiar într-o carieră de piatră. 